# Éxodo Jujeño

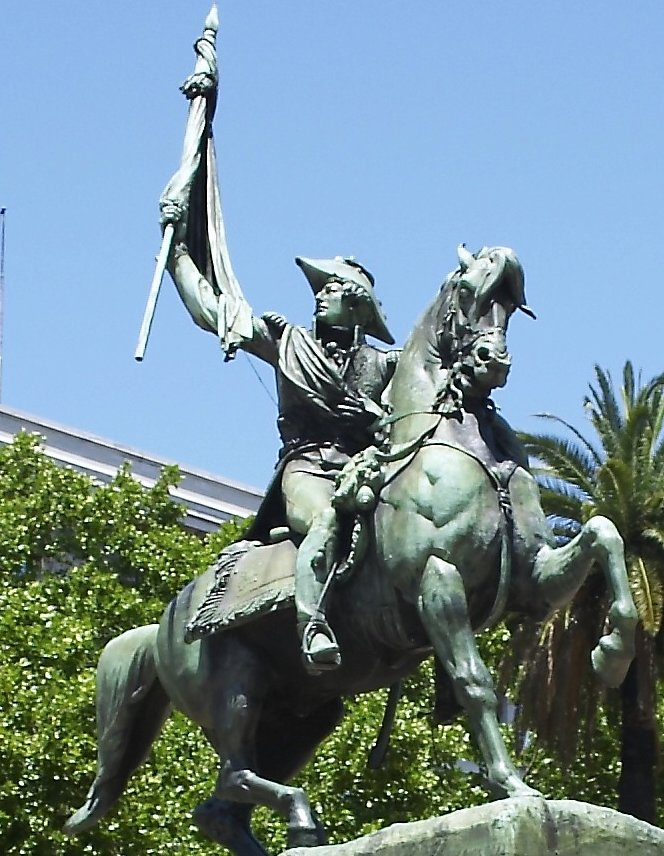
Estatua ecuestre de Manuel Belgrano. Obra conjunta de Albert-Ernest Carrier-Belleuse (figura) y Manuel de Santa Coloma (caballo).

El Éxodo Jujeño fue una heroica gesta del Pueblo Jujeño, que bajo la guía del Gral. Manuel Belgrano, y junto con el Ejército del Norte, dejó "tierra arrasada" al Ejército realista que avanzaba, y emprendió una marcha de 330 km hacia el sur, hasta Tucumán. El objetivo de esta retirada –en cumplimiento de órdenes de evacuación impartidas al Ejército por el Primer Triunvirato de las Provincias Unidas del Río de la Plata– fue privar de recursos a los realistas y que el Ejército del Norte junte recursos y fuerzas para brindar batalla.
De hecho los posteriores triunfos de las fuerzas belgranianas en la Batalla de Tucumán (septiembre de 1812) y Batalla de Salta (febrero de 1813) posibilitaron no solo la reconquista de Jujuy (marzo de 1813) sino también la retirada del Ejército Realista hasta el Alto Perú y la consolidación de la causa de Independencia argentina y sudamericana.

## Jujuy, su ubicación estratégica
En las décadas previas a la revolución de la Independencia hispanoamericana, la ciudad de San Salvador de Jujuy, con su jurisdicción de vecinos y encomiendas (que coincide con los límites actuales de la provincia de Jujuy), integraba el Virreinato del Río de la Plata y la Intendencia de Salta del Tucumán (junto con todo el Noroeste Argentino y Tarija), con capital en  Salta, 18 leguas al sur. 
La ciudad de Jujuy y la Quebrada de Humahuaca, eran un centro de comercio, tránsito y poder estratégico para los españoles y el virreinato, porque permitía la comunicación entre el Río de la Plata, el Virreinato del Perú y las riquezas del Alto Perú, y el pórtico norte de la primitiva y extensa Gobernación del Tucumán. El vínculo entre las "provincias de arriba" (el Alto Perú) y las "provincias de abajo" (la Intendencia de Salta del Tucumán), le daba un dinamismo comercial y generaba trabajo para sus habitantes. No en vano la fundación española de Jujuy se intentó tres veces, como otras ciudades del Noroeste Argentino. Eran ruta obligada para el comercio y poder español. 
En el sistema de postas de Jujuy terminaba el camino carretero; hasta allí llegaban las carretas cargadas con mercancías "efectos de Castilla" (importados de España) y "efectos de la tierra" (productos locales), con origen y destino al Alto Perú  y al Virreinato del Perú con Lima y sus puertos en el Pacífico. En adelante hacia el norte, sólo se podía continuar el viaje en mula y las mercancías debían enfardarse para ubicarlas en tercios de mula o burro, dirigidos por arrieros. Los arrieros, los primeros gauchos del actual Territorio Argentino, con sus mulas, carretas y efectos confluían con la dinámica actividad cotidiana de Jujuy. Hay que reconocer también que el ganado mular de la Gobernación del Tucumán y la mano de obra esclava que ingresaba –legalmente o por contrabando– por el puerto de Buenos Aires, eran sumamente demandadas por las minas de Potosí para la extracción de oro, plata, plomo y estaño. La Casa de Moneda estratégica, que pertenecía al Virreinato del Perú, estaba en Potosí, y su posesión durante la Guerra de la Independencia, aseguraba recursos en épocas de paz y de guerra. En épocas del Virreinato, la demanda era de unas 30 000 mulas por año y la demanda de esclavos que entraban por Buenos Aires de unos 4000 por año, siendo Tucumán y Jujuy los enclaves de ese tránsito.  
La arriería –auténtico origen del Gaucho mestizo argentino antes que en la llanura rioplatense– era una actividad especial que involucraba a diferentes sectores sociales: encomenderos, comerciantes, españoles (quienes además del comercio, ejercían el monopolio de las patentes de esclavos), artesanos, indígenas, gauchos y dueños de arrias y conductores. Los contratos de flete, fabricación y comercio de "efectos de la tierra" (cueros, textiles, harina, vino, mulas, carretas), importación y comercio  de "efectos de Castilla" (importados generalmente vía Lima y Potosí), metales y minas de la Puna, eran la razón de la importancia local, donde todas las mercancías debían acomodarse en mulas o burros y en carretas. Los arrieros jujeños era requeridos por sus conocimientos del terreno y sus prestigios.
Este sector de gauchos tan importante y conocedor del terreno de Salta y Jujuy, montañas y altiplanos, y su integración en la Guerra Gaucha fue fundamental para el triunfo en la frontera Norte de Argentina, junto con el Ejército del Norte belgraniano. Según el historiador coronel Bidondo, en su "Contribución al Estudio de la Guerra de la Independencia Argentina en la Frontera Norte", editado por el Círculo Militar en 1968, se libraron 237 batallas en suelo salto-jujeño, se soportaron y rechazaron 10 invasiones realistas, y el accionar coordinado y planificado de Belgrano con el Ejército del Norte, Güemes en la frontera Norte y San Martín con su Ejército de los Andes permitieron llegar a la victoria total y caída del Virreinato del Perú en 1824 (Batalla de Ayacucho).

## Antecedentes
La situación económica del Virreinato del Río de la Plata demostró a los comerciantes porteños los beneficios del libre comercio y de las Aduanas frente al monopolio dominante de la metrópoli limeña. En cambio, para toda la Intendencia de Salta del Tucumán, representó un declive económico al frenarse el comercio con el Virreinato del Perú, que se agravó hasta su paralización al mantenerse Perú fiel al sistema realista y virreinal luego de 1810. 
La sociedad colonial marcaba diferencias entre la élite gobernante española y los criollos –hijos de españoles y mestizos nacidos en América– quienes eran mayormente relegados en el acceso a los cargos públicos y patentes de comercio. Los mestizos e indígenas de las encomiendas del Norte estaban mejor posicionados, ya que gozaban de sueldo en el caso de la mita, de tierras para su manutención de la encomienda, de protección religiosa en el caso de las misiones y de libertad en el caso del yanaconazgo. En particular en la Quebrada de Humahuaca había Cabildos de indios y pueblos con cierta autodeterminación (Tilcara, Humahuaca y Purmamarca). No así en otras ciudades del Virreinato, donde la sociedad era más desigual y los europeos tenían mayores derechos y accesos. Entre los criollos, que tenían limitado acceso al gobierno colonial, fueron ganando terreno las ideas de ilustración, la soberanía popular, la libertad y la igualdad. Especialmente entre jóvenes abogados de las ciudades, una burguesía naciente de comerciantes y hacendados y los militares criollos que habían luchado en España y Francia.
En 1808 el rey Fernando VII de España se encontraba cautivo de Napoleón Bonaparte, emperador de Francia, quien en su invasión a la metrópoli había logrado la abdicación del monarca Carlos IV de España a favor de su hijo Fernando y luego había tomado prisionero a este, colocando como rey a su hermano José Bonaparte. En respuesta a la invasión los franceses se inició la Guerra de la Independencia de España que tuvo consecuencias importantísimas al otro lado del Océano Atlántico provocando  el inicio de la causa autonomista (Primeros Gobiernos Patrios en representación del rey Fernando VII) y luego de  independencia hispanoamericana.
Manuel Belgrano, abogado y uno de los principales impulsores de la Revolución de Mayo de 1810, estaba cumpliendo la misión de fortificar las barrancas del río Paraná en Rosario, para repeler los ataques que los realistas efectuaban sobre la costa del mismo desde la ciudad de Montevideo. En esta ocasión había creado la actual Bandera Argentina. Estando en Rosario, el 27 de febrero de 1812 la Junta Superior Provisional de las Provincias Unidas a nombre de don Fernando VII, conocida históricamente como la Primera Junta, le ordenó hacerse cargo del Ejército Auxiliar del Perú.
Belgrano arribó a la Posta de Yatasto el 25 de marzo de 1812. Al día siguiente, Juan Martín de Pueyrredón le entregó el mando del Ejército del Norte aunque ambos revolucionarios convinieron que públicamente Belgrano lo ejercería en calidad de interino para no afectar las conversaciones diplomáticas que se estaban realizando entre Pueyrredón y el jefe de los realistas, José Manuel de Goyeneche. Finalmente, con fecha 26 de mayo de 1812, la Primera Junta nombró a Belgrano como General en Jefe del Ejército Auxiliar del Perú.

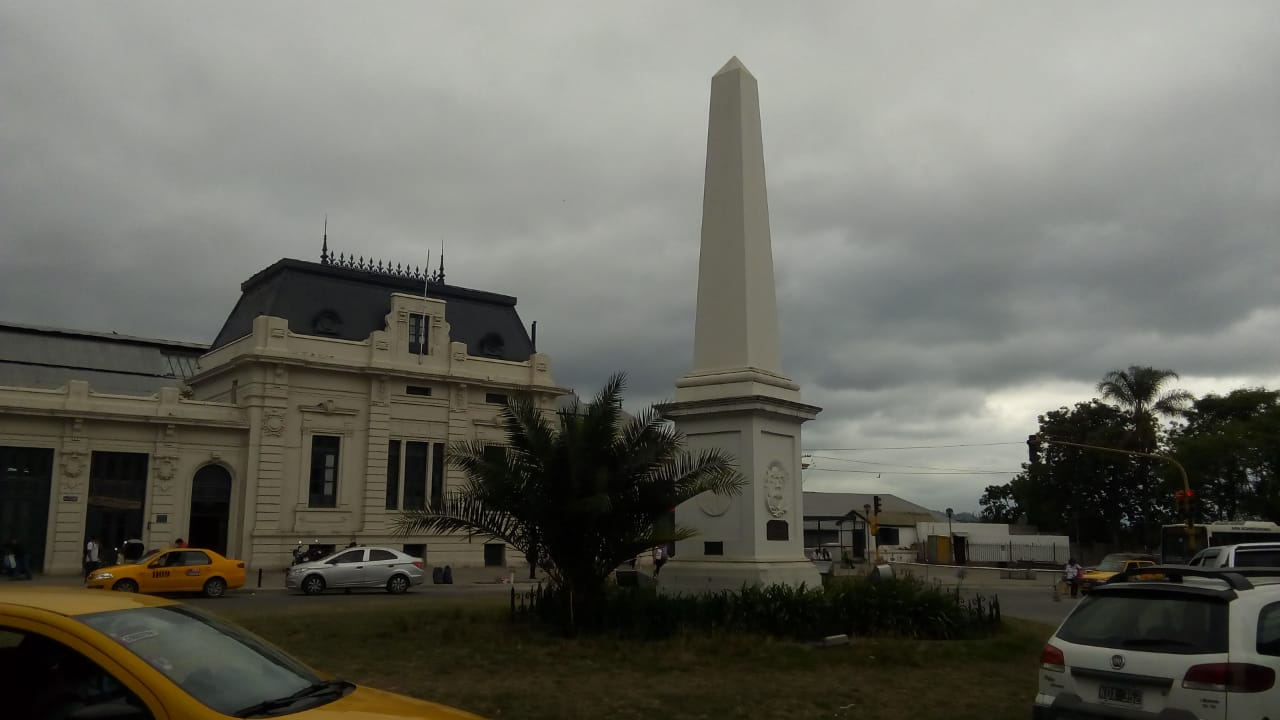
Obelisco del Éxodo Jujeño, ubicado en Plazoleta 23 de Agosto, frente de la Exestación de trenes.

Iniciada la segunda expedición auxiliadora al Alto Perú, Belgrano estableció su cuartel general en la ciudad de San Salvador de Jujuy, ubicada en la desembocadura meridional de la quebrada de Humahuaca, ruta principal de las invasiones desde el norte. Su objetivo era rearmar el ejército que se encontraba destrozado.  
El mayor general Díaz Vélez, al mando de sus voluntarios que habían ido a Humahuaca a vigilar la entrada del general realista Juan Pío Tristán, volvió con la noticia de la invasión.
Enterado del avance del numeroso ejército realista, Belgrano reclamó al gobierno de Buenos Aires refuerzos para la resistencia; pero no obtuvo mayores auxilios, debido a que las autoridades estaban abocadas principalmente a vencer a los realistas fortificados en Montevideo.

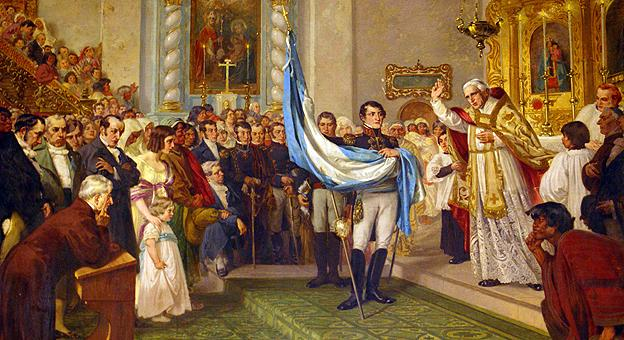
Bendición de la Bandera Argentina por el canónigo Juan Ignacio Gorriti en la Catedral de San Salvador de Jujuy, sostenida por Manuel Belgrano.

Por entonces llegaban hasta la zona las fuerzas patriotas retiradas del Alto Perú tras la derrota sufrida en la batalla de Huaqui. Eran alrededor de 800 soldados, sin armas ni recursos, semidesnudos, afectados por el paludismo y completamente desmoralizados. Belgrano debía reorganizarlos, rearmarlos, restablecer la disciplina y dar ánimos a la población. Para ello se volvió riguroso e inflexible con sus subordinados. Creó diversas compañías, como la de guías, la de baqueanos, la de Cazadores y el cuerpo de castas. Recompuso la moral de las tropas, que ascendieron a 1500 hombres. A finales de julio recibió 400 fusiles, que le fueron de gran utilidad para completar el armamento.

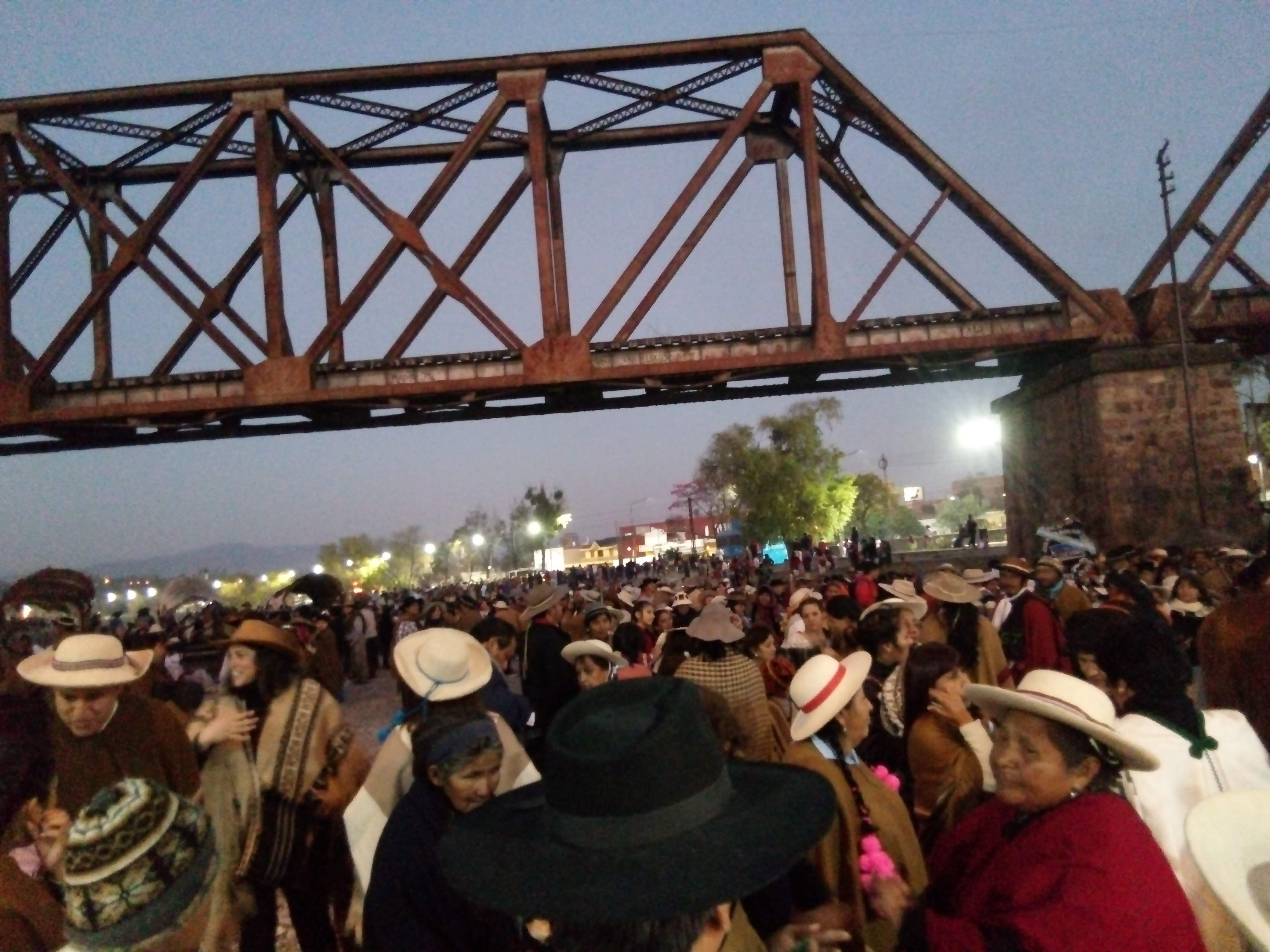
Concentración Puente Tucumán, marcha evocativa.

Para aumentar el fervor patriótico del pueblo, y en conmemoración del segundo aniversario de la revolución, el 25 de mayo hizo bendecir la Bandera Argentina en la Catedral, por el canónigo Juan Ignacio Gorriti. Ignoraba que la misma había sido rechazada por el Primer Triunvirato, ya que el uso de una bandera propia era un claro signo de independencia para el Primer Triunvirato, que aún no deseaba abandonar la ficción de la máscara de Fernando VII de que el nuevo país aún dependía del rey de España.
En lugar de enviar refuerzos para atender el frente norte, el Triunvirato, a través de su ministro Bernardino Rivadavia, ordenó la retirada del Ejército del Norte hasta la ciudad de Córdoba).
El gobierno consideraba imposible resistir al ejército del realista Pío Tristán, que avanzaba desde el Alto Perú después de haber recibido refuerzos en Suipacha, que elevaban su dotación a 4000 hombres. La intención del Triunvirato era retroceder hasta Córdoba, donde a las tropas de Belgrano se unirían fuerzas procedentes de la región rioplatense. Belgrano escribía:

...me es muy doloroso, que cuando nuestros hermanos de Perú están sacrificándose, esperanzados en nosotros, y con solo la súplica que entretengamos al enemigo con nuestra presencia, dejándoles a ellos su destrucción, no pueda acceder a ella por una falta... me hierve la sangre al observar tanto obstáculo, tantas dificultades, que se vencerían rápidamente si hubiese un poco de interés por la Patria.

En las instrucciones recibidas por Belgrano, el gobierno le ordenó que destruyera cuanto pudiera ser útil al enemigo para dificultar sus marchas y recursos.
Belgrano efectuó el llamado a las armas de los ciudadanos entre 16 y 35 años de Jujuy y Salta, y la formación de un cuerpo de caballería, los Patriotas Decididos, del cuál el mismísimo Belgrano se nombró Capitán, designando como alférez a Domingo Arze y Eustoquio Díaz Vélez. La formación de este cuerpo y la leva entre los habitantes locales fue decisiva para los triunfos en las Batallas de Tucumán (24 de septiembre de 1812) y de Salta, posteriores al Éxodo.

## El Éxodo Jujeño
El ejército español continuaba su avance hacia el sur, con cerca de 3000 soldados, comandados por Tristán. Como respuesta, el 29 de julio de 1812 Belgrano dictó un bando dirigido a todo el pueblo de Jujuy, disponiendo la retirada:

Pueblos de la Provincia: Desde que puse el pie en vuestro suelo para hacerme cargo de vuestra defensa, en que se halla interesado el Excelentísimo Gobierno de las Provincias Unidas de la República del Río de la Plata, os he hablado con verdad. Siguiendo con ella os manifiesto que las armas de Abascal al mando de Goyeneche se acercan a Suipacha; y lo peor es que son llamados por los desnaturalizados que viven entre vosotros y que no pierden arbitrios para que nuestros sagrados derechos de libertad, propiedad y seguridad sean ultrajados y volváis a la esclavitud.
Llegó pues la época en que manifestéis vuestro heroísmo y de que vengáis a reunirnos al Ejército de mi mando, si como aseguráis queréis ser libres, trayéndonos las armas de chispa, blanca y municiones que tengáis o podáis adquirir, y dando parte a la Justicia de los que las tuvieron y permanecieren indiferentes a vista del riesgo que os amenaza de perder no sólo vuestros derechos, sino las propiedades que tenéis.
Hacendados: apresuraos a sacar vuestro ganado vacuno, caballares, mulares y lanares que haya en vuestras estancias, y al mismo tiempo vuestros charquis hacia el Tucumán, sin darme lugar a que tome providencias que os sean dolorosas, declarandóos además si no lo hicieseis traidores a la patria.
Labradores: asegurad vuestras cosechas extrayéndolas para dicho punto, en la inteligencia de que no haciéndolo incurriréis en igual desgracia que aquellos.
Comerciantes: no perdáis un momento en enfardelar vuestros efectos y remitirlos, e igualmente cuantos hubiere en vuestro poder de ajena pertenencia, pues no ejecutándolo sufriréis las penas que aquellos, y además serán quemados los efectos que se hallaren, sean en poder de quien fuere, y a quien pertenezcan.
Entended todos que al que se encontrare fuera de las guardias avanzadas del ejército en todos los puntos en que las hay, o que intente pasar sin mi pasaporte será pasado por las armas inmediatamente, sin forma alguna de proceso. Que igual pena sufrirá aquel que por sus conversaciones o por hechos atentase contra la causa sagrada de la Patria, sea de la clase, estado o condición que fuese. Que los que inspirasen desaliento estén revestidos del carácter que estuviesen serán igualmente pasados por las armas con sólo lo deposición de dos testigos.
Que serán tenidos por traidores a la patria todos los que a mi primera orden no estuvieran prontos a marchar y no lo efectúen con la mayor escrupulosidad, sean de la clase y condición que fuesen.
No espero que haya uno solo que me dé lugar para poner en ejecución las referidas penas, pues los verdaderos hijos de la patria me prometo que se empeñarán en ayudarme, como amantes de tan digna madre, y los desnaturalizados obedecerán ciegamente y ocultarán sus inicuas intensiones. Más, si así no fuese, sabed que se acabaron las consideraciones de cualquier especie que sean, y que nada será bastante para que deje de cumplir cuanto dejo dispuesto.
Cuartel general de Jujuy 29 de julio de 1812.
Manuel Belgrano.

La orden especificaba que la retirada debía dejar solo campo raso frente al enemigo, de modo de no facilitarle casa, alimento, ganado, mercancías ni cosa alguna que le fuera utilizable. Los cultivos fueron cosechados o quemados, las casas destruidas, y los productos comerciales enviados a Tucumán. El rigor de la medida debió respaldarse con la amenaza de fusilar a quienes no cumplieran la orden.
La población acató sin mayores actos la medida a partir de los primeros días de agosto, demorándose algo más los vecinos pudientes, que requirieron de Belgrano carretas para transportar sus bienes. Ante los reclamos que le hiciera el Teniente Gobernador de Salta el 31 de julio, Belgrano le escribía al día siguiente:

Contesto al de V. E. de 31 del pasado, que mi Bando se ha de cumplir con la mayor exactitud posible; yo no oigo los clamores de los particulares, sino el bien general de la Patria y éste es el que me ha obligado a dictarlo: el amor patriótico debe hacer callar los lamentos y vencer los imposibles mismos. Mis medidas están tomadas y ellas se han de llevar a cabo sin réplica ni excusa; los que no quieren padecer esos perjuicios, anímense a defender la Provincia, exciten ese espíritu público, que han tenido apagado aún en sus pobres compatriotas, y hagan esfuerzos dignos de verdaderos americanos, y no por conservar unos tristes ganados que serían para el enemigo si entrase, permanezcan de fríos espectadores de las desgracias de la patria

Del éxodo participaron aproximadamente 1500 personas de un total de 2500 a 3500 con que contaba la ciudad y jurisdicción de Jujuy. El pueblo jujeño, al igual que el del resto del antiguo Virreinato del Río de la Plata, ya comenzaba a dividirse entre partidarios del Gobierno del Triunvirato porteño  y españoles y criollos que se mantenían leales a la continuidad del sistema virreinal, por lazos económicos, familiares y políticos que mantenían con el Virreinato del Perú, foco de la contrarrevolución realista. Recordemos que España estuvo gobernada por el rey José Bonaparte hasta 1813, y que el monarca borbón Fernando VII estaba cautivo por los bonapartistas.
Siguiendo las órdenes de Belgrano, los habitantes de Jujuy, a los que se sumaron algunos refugiados procedentes de Tarija y Chichas, abandonaron sus hogares y arrasaron con todo lo que dejaban atrás, a fin de que las fuerzas realistas no pudiesen aprovechar ninguno de sus bienes y dejándolos sin víveres para sus tropas. La población efectuó un largo trayecto de 360 km hasta Tucumán, paralelo a la actual Ruta Nacional 34, tomando por el camino de las Postas.

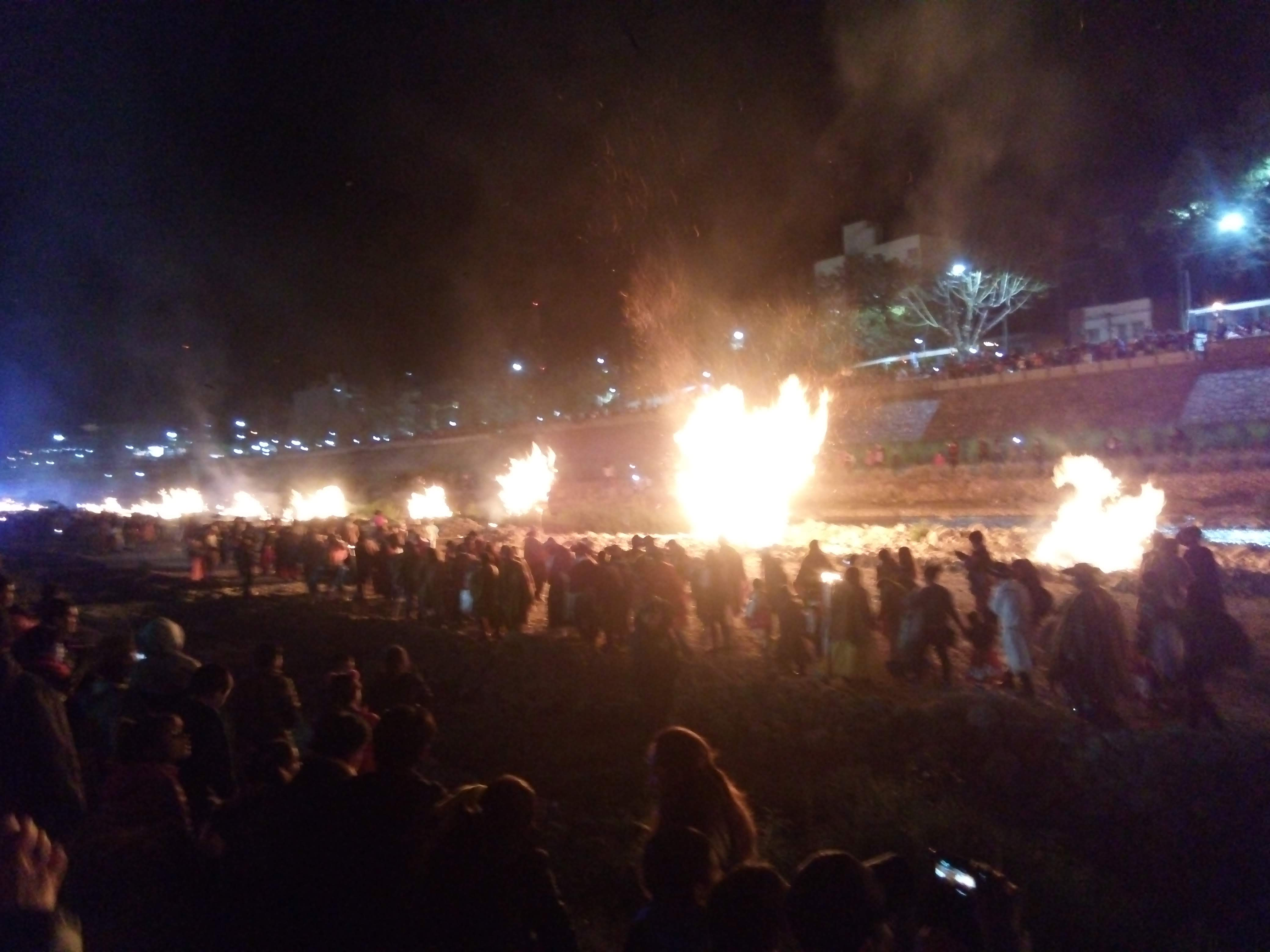
Quema simbólica en parque Xibi-Xibi.

Los 200 hombres de las fuerzas al mando de Díaz Vélez, formados por locales jujeños que engrosaron al alicaído Ejército del Norte, quedaron encargados de observar la frontera noroeste y frenar los movimientos de Tristán, quedaron a la retaguardia. La marcha cubriría 50 km diarios –el quíntuple de lo recomendable– para buscar cobijo hacia el oeste.
La retaguardia del éxodo partió de Humahuaca el 21 de agosto, y el 23 de agosto ya se encontraba en las adyacencias de la ciudad de Jujuy. Los realistas ocuparon también Humahuaca.
Díaz Vélez, con el Regimiento de los Patriotas Decididos formado por Belgrano con levas en la Quebrada de Humahuaca, y patriotas de Jujuy, tuvo como misión “retardar la marcha del enemigo mediante ataques de flanco que no comprometan su tropa”. El 26 de agosto volvió a ser atacado, con el refuerzo de dos piezas de artillería y sus efectivos rechazó esta intentona realista, luego de tres horas de combate.
El ejército patriota finalmente comenzó también su retirada ese 23 de agosto, en horas de la tarde; se arreó el ganado y se prendió fuego a las cosechas para desguarnecer al enemigo. Belgrano fue el último en dejar la ciudad deshabitada, dejando la tierra arrasada.
El 28 de agosto Pío Tristán ocupó la ciudad de Salta y formó un gobierno adicto, algo que le había costado integrar en Jujuy debido al escaso apoyo recibido.
Los realistas pretendieron bajar por la Quebrada del Toro para cortar la retirada de los rioplatenses. El brigadier Tristán envió sus avanzadas a hostilizar a los que se retiraban, dirigidos por el coronel Agustín Huici. Este alcanzó a la columna sobre el río de las Piedras, entablándose el combate de Las Piedras el 3 de septiembre de 1812. La rápida reacción de Díaz Vélez logró allí una victoria, cayendo en poder de los independentistas el mismo Huici.

## El éxodo se detiene y presenta batalla

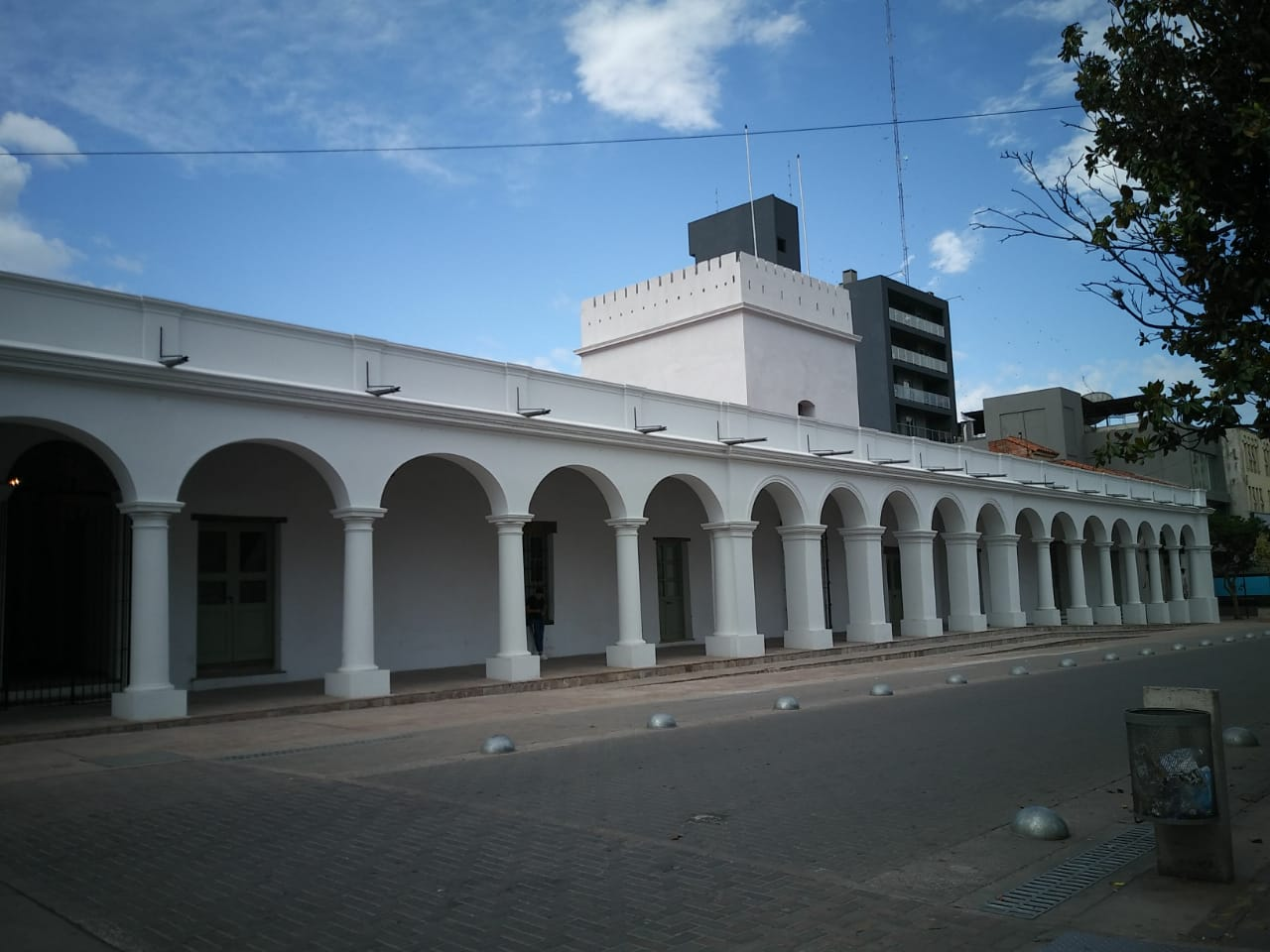
El cabildo de Jujuy se viste de gala ante el desfile de los soldados de Belgrano.

El éxito obtenido en el combate de Las Piedras alentó a Belgrano a detener la marcha. Ya desde antes, Belgrano se había apercibido que retirándose hasta Córdoba en espera de la ofensiva de los realistas, éstos podrían fácilmente esquivar las defensas en Córdoba y avanzar directamente sobre Buenos Aires.
De modo que, invitado por los tucumanos –y contando con la colaboración de la poderosa familia Aráoz, emparentada con su segundo, Díaz Vélez, y con el joven teniente Gregorio Aráoz de Lamadrid– y desobedeciendo las órdenes impartidas desde Buenos Aires de retirarse hasta la ciudad de Córdoba, se trasladó hacia San Miguel de Tucumán, donde esperó al ejército de Tristán.
Comunicó esta decisión al Triunvirato, pero Rivadavia le contestó ordenándole nuevamente seguir viaje hacia Córdoba. Cuando esa orden llegó, Belgrano ya había derrotado a Tristán en la batalla de Tucumán –la más importante en la Guerra de Independencia de la Argentina– y había obligado a las tropas realistas a retroceder hacia el norte. De ese modo, los independentistas recuperaron el control de esa región, control que se hizo completo con una segunda victoria en la batalla de Salta.
Por otro lado, la victoria de Tucumán causó la caída del Primer Triunvirato y su reemplazo por el Segundo Triunvirato, que apoyó más decididamente al Ejército del Norte sin descuidar a Montevideo.
Con el retorno del pueblo jujeño a la ciudad de Jujuy, el nuevo cabildo comenzó a sesionar nuevamente el 4 de marzo de 1813.
Como símbolo patrio, la misma bandera fue donada por el general Belgrano al cabildo de Jujuy el 25 de mayo de 1813, como premio y homenaje a ese pueblo que lo acompañó en el éxodo del 23 de agosto de 1812, y que posibilitó los triunfos de Las Piedras, Tucumán y Salta. Su tela es de raso, consta de tres paños y lleva pintado el escudo de la Asamblea del Año XIII. Su confección y pintado se realizó en la ciudad de San Salvador de Jujuy.

## El origen del término Éxodo
En los primeros tiempos la heroica jornada no se conocía con el nombre de Éxodo. Belgrano se refería al mismo como retirada. Recién en 1877 recibiría ese término en la obra “Jujui, provincia federal arjentina: apuntes de su historia civil”, del historiador Joaquín Carrillo (1877), quien asemejaba la marcha a la emprendida por la familia de Jacob por el desierto. Asimismo, el término éxodo en la puede atribuírsele a Carrillo, que comparó la gesta con el Éxodo bíblico: el acto de sacrificio supremo que realizaba un pueblo que marchaba al exilio incierto.
De hecho, no hay ningún pueblo de la actual Nación Argentina ni del Alto Perú (actual Bolivia) que haya realizado una gesta similar a la del Pueblo Jujeño y arriesgado a perder todos sus bienes, trasladándose más de 300 km, por la causa de la Independencia Argentina que en 1812 aún no vislumbraba  como objetivo político el Triunvirato porteño. La independencia del Imperio Español, era aún un ideal en la mente de Belgrano y San Martín y pocos próceres más. 
Ricardo Rojas, retomó la idea del Éxodo en su obra “Archivo Capitular de Jujuy”, impresa en 1913 para conmemorar el centenario del mismo. y también vincula el término con el acto del "sacrificio" del pueblo, apuntando a la guerra y al accionar de Belgrano como factores unificadores de los pueblos del norte y de su identificación con la causa revolucionaria o independentista.

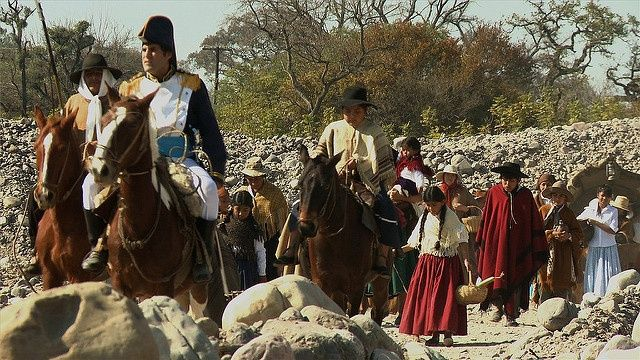
Imagen en conmemoración de la gesta del Éxodo Jujeño

## Homenajes

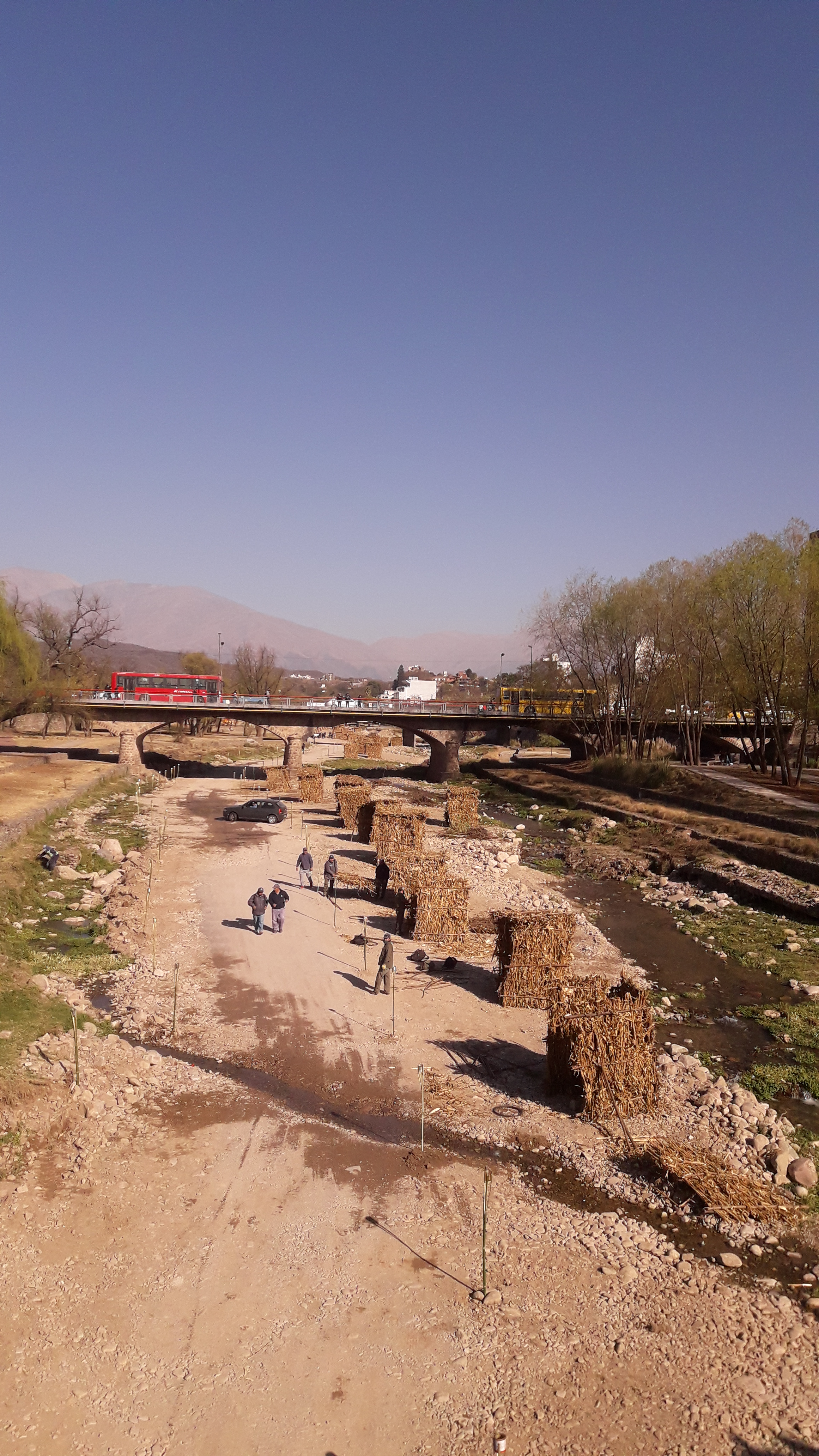
Representación del Éxodo Jujeño en el Parque Lineal Xibi Xibi.

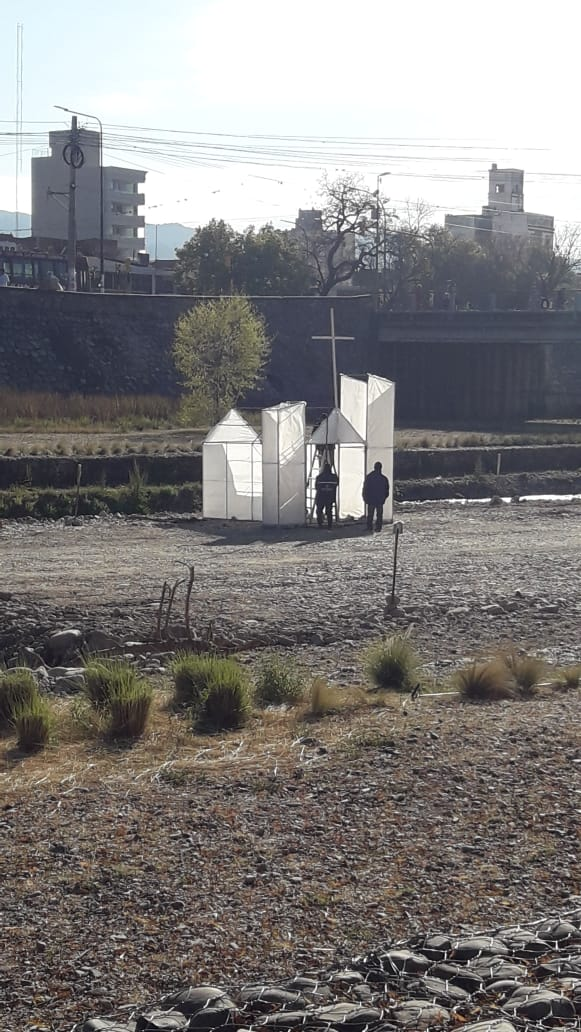
Armado de la quema simbólica del 23 de agosto.

El Éxodo Jujeño es recordado con gran estima por los habitantes de Jujuy, que cada 23 de agosto conmemoran el mismo. La acción de los jujeños de 1812 constituyó un gran acto de heroísmo colectivo que permitió las derrotas posteriores de los españoles.

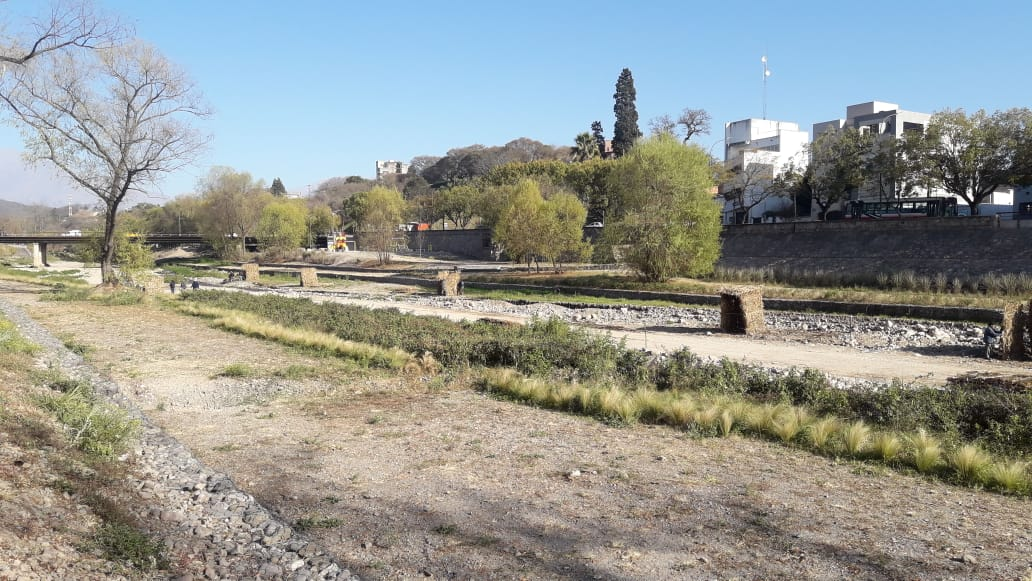
Orillas del río Xibi Xibi.

El 28 de octubre de 2002 fue promulgada la Ley 25.664, originada en un proyecto presentado en el Senado de la Nación Argentina, por la cual se declaró –en conmemoración de la gesta del "Éxodo Jujeño"– a la provincia de Jujuy como Capital Honorífica de la Nación Argentina durante el día 23 de agosto de cada año.
En el año 2012 se cumplieron doscientos años de la gesta, razón por la cual se llevaron a cabo diversos actos en homenaje al Bicentenario del Éxodo Jujeño.
Cada noche del 22 de agosto, en las Vísperas al Éxodo, se lleva a cabo la quema simbólica de la ciudad, acto para el que se construyen chozas de madera y paja en el lecho del río Xibi Xibi, que luego son quemadas mientras la población se desplaza a pie y en carretas simulando la partida del pueblo que abandonó sus pertenencias y bienes en pos de la libertad del pueblo argentino. El 23 de agosto, siendo Jujuy capital de la República ese día, y ya desde antaño, se realiza una gran fiesta cívica presidida por la Bandera Nacional y la Bandera de la Libertad Civil donada a Jujuy por el Gral. Belgrano. Un desfile cívico militar, con participación de agrupaciones gauchas (descendientes de los Patriotas Decididos del Ejército del Norte), militares, colegios, autoridades provinciales y nacionales.

## Controversia sobre documental Canal Encuentro
En el año 2013 el canal Encuentro produjo y estrenó una serie documental sobre el Éxodo Jujeño. Esa serie que constaba de 4 capítulos, en el primero se narraba sobre el territorio de Jujuy, en el segundo se visualiza la cuestión económica de la provincia desde la época colonial y el presente. En el tercer capítulo se visualiza el vínculo entre religión y revolución, una estrategia utilizada por Belgrano según Viviana Conti y Marcelo Lagos para lograr adhesión a la causa revolucionaria. Pero en el capítulo cuarto el director plantea un título que generó polémica. "La historia de la historia". Ese capítulo plantea algunas cuestiones y visiones historiográficas que ponen en duda el relato establecido a principios del siglo XX y que fuera afianzado por la cultura popular de la ciudad de San Salvador de Jujuy. Este capítulo fue cuestionado por el entonces Senador Gerardo Morales llevando adelante un debate intenso en la Cámara de Senadores de la Nación  y en la legislatura de la provincia de Jujuy.